# Élections législatives de 1877 dans le Finistère
Les élections législatives  dans le Finistère ont lieu les dimanche 14 octobre 1877 et 28 octobre 1877. Elles ont pour but d'élire les députés représentant le département à la Chambre des députés pour un mandat de quatre années.

## Députés sortants
| Députés | Députés                   | Parti                      | Fonctions lors de l'élection en 1877                                                         |
| ------- | ------------------------- | -------------------------- | -------------------------------------------------------------------------------------------- |
|         | Louis Hémon               | Gauche républicaine        | Avocat.                                                                                      |
|         | Gustave Swiney            | Gauche républicaine        | Conseiller général du Morlaix, maire de Plouégat-Guérand. Agronome et Propriétaire agricole. |
|         | Théophile de Pompéry      | Gauche républicaine        | Conseiller général du Faou. Agronome, Propriétaire agricole.                                 |
|         | Georges Arnoult           | Centre gauche              | Conseiller général du Pont-l'Abbé. Propriétaire agricole.                                    |
|         | Joseph Nédellec           | Centre gauche              | Ancien maire de Carhaix. Ancien Notaire.                                                     |
|         | Léonard Corentin-Guyho    | Centre gauche              | Avocat aux conseils.                                                                         |
|         | Joseph de Gasté           | Centre gauche (ex Orléan.) | Ancien conseiller municipal de Brest. Ingénieur de la marine.                                |
|         | Louis Monjaret de Kerjégu | Légitimiste                | Maire de Saint-Goazec. Propriétaire agricole.                                                |
|         | François-Marie Villiers   | Légitimiste                | Conseiller général de Daoulas. Officier, Propriétaire agricole.                              |
|         | Émile de Kermenguy        | Légitimiste                | Conseiller général de Plouzévédé. Propriétaire agricole.                                     |

## Mode de scrutin
L'élection se fait au scrutin d'arrondissement, soit un mode uninominal majoritaire à deux tours. 
La circonscription pour l'élection est l'arrondissement. 
Le scrutin est individuel, chaque arrondissement élisant un député. 
Les arrondissements qui ont plus de cent mille habitants sont divisés. Dans ce cas on élit un député par circonscription électorale crée.
Dans le Finistère, seul l'arrondissement de Quimperlé n'est pas divisé. Celui de Brest est séparé en trois circonscriptions, ceux de Quimper, Châteaulin et Morlaix en deux.
L'article 18 précise qu'il faut réunir pour être élu au premier tour :
1. La majorité absolue des suffrages exprimés ;
2. Un nombre de suffrages égal au quart des électeurs inscrits.

Au deuxième tour la majorité relative suffit. En cas d'égalité c'est le plus âgé qui est élu.

## Résultats

### Résultats du département
|                | Monarchistes                      | 51 011  | 41,41  | 3  |  |  |
|                | Gauche républicaine, Républicains | 41 173  | 33,42  | 3  |  |  |
|                | Centre gauche                     | 25 543  | 20,73  | 3  |  |  |
|                | Orléanistes, Constitutionnels     | 5 333   | 4,33   | 1  |  |  |
|                | Divers                            | 136     | 0,11   | 0  |  |  |
|                |                                   |         |        |    |  |  |
| Inscrits       | Inscrits                          | 159 018 | 100,00 | 10 |  |  |
| Votants        | Votants                           | 123 804 | 77,86  |    |  |  |
| Abstentions    | Abstentions                       | 35 216  | 22,14  |    |  |  |
| Blancs et nuls | Blancs et nuls                    | 604     | 0,49   |    |  |  |
| Exprimés       | Exprimés                          | 123 200 | 99,51  |    |  |  |

### Arrondissement de Brest

#### 1recirconscription
Brest-1 regroupe les cantons de Brest-1, Brest-2 et Brest-3.
| Candidats      | Candidats           | Étiquette,          | Premier tour | Premier tour |
| Candidats      | Candidats           | Étiquette,          | Voix         | %            |
| -------------- | ------------------- | ------------------- | ------------ | ------------ |
|                | Joseph de Gasté *   | Centre gauche       | 6 194        | 53,81        |
|                | Frédéric Tissier    | Gauche républicaine | 3 564        | 30,96        |
|                | Alexandre Lemonnier | Légitimiste         | 1 740        | 15,11        |
|                | Divers              |                     | 12           | 0,10         |
|                |                     |                     |              |              |
| Inscrits       | Inscrits            | Inscrits            | 20 421       | 100,00       |
| Votants        | Votants             | Votants             | 11 513       | 56,38        |
| Abstention     | Abstention          | Abstention          | 8 908        | 43,62        |
| Blancs et nuls | Blancs et nuls      | Blancs et nuls      | 3            | 0,03         |
| Exprimés       | Exprimés            | Exprimés            | 11 510       | 99,97        |

*sortant

#### 2ecirconscription
Brest-2 regroupe les cantons de Daoulas, Ploudiry, Landerneau, Plabennec.
| Candidats      | Candidats                 | Étiquette,          | Premier tour | Premier tour |
| Candidats      | Candidats                 | Étiquette,          | Voix         | %            |
| -------------- | ------------------------- | ------------------- | ------------ | ------------ |
|                | François-Marie Villiers * | Légitimiste         | 7 297        | 59,21        |
|                | Joseph Gérodias           | Gauche républicaine | 5 027        | 40,79        |
|                |                           |                     |              |              |
| Inscrits       | Inscrits                  | Inscrits            | 14 992       | 100,00       |
| Votants        | Votants                   | Votants             | 12 362       | 82,46        |
| Abstention     | Abstention                | Abstention          | 2 630        | 17,54        |
| Blancs et nuls | Blancs et nuls            | Blancs et nuls      | 38           | 0,31         |
| Exprimés       | Exprimés                  | Exprimés            | 12 324       | 99,69        |

*sortant

#### 3ecirconscription
Brest-3 regroupe les cantons de Saint-Renan, Ouessant, Ploudalmézeau, Lannilis et Lesneven.
| Candidats      | Candidats                   | Étiquette,          | Premier tour | Premier tour |
| Candidats      | Candidats                   | Étiquette,          | Voix         | %            |
| -------------- | --------------------------- | ------------------- | ------------ | ------------ |
|                | Louis Monjaret de Kerjégu * | Légitimiste         | 9 135        | 63,36        |
|                | Augustin Morvan             | Gauche républicaine | 5 281        | 36,63        |
|                |                             |                     |              |              |
| Inscrits       | Inscrits                    | Inscrits            | 17 324       | 100,00       |
| Votants        | Votants                     | Votants             | 14 462       | 83,48        |
| Abstention     | Abstention                  | Abstention          | 2 862        | 16,52        |
| Blancs et nuls | Blancs et nuls              | Blancs et nuls      | 46           | 0,30         |
| Exprimés       | Exprimés                    | Exprimés            | 14 416       | 99,70        |

*sortant

### Arrondissement de Châteaulin

#### 1recirconscription
Chateaulin-1 regroupe les cantons de Crozon, Châteaulin, Faou et Pleyben.
| Candidats      | Candidats              | Étiquette,          | Premier tour | Premier tour |
| Candidats      | Candidats              | Étiquette,          | Voix         | %            |
| -------------- | ---------------------- | ------------------- | ------------ | ------------ |
|                | Théophile de Pompéry * | Gauche républicaine | 7 516        | 61,75        |
|                | Henri de Legge         | Légitimiste         | 4 652        | 38,22        |
|                |                        |                     |              |              |
| Inscrits       | Inscrits               | Inscrits            | 15 198       | 100,00       |
| Votants        | Votants                | Votants             | 12 196       | 80,24        |
| Abstention     | Abstention             | Abstention          | 3 002        | 19,76        |
| Blancs et nuls | Blancs et nuls         | Blancs et nuls      | 24           | 0,20         |
| Exprimés       | Exprimés               | Exprimés            | 12 172       | 99,80        |

*sortant

#### 2ecirconscription
Chateaulin-2 regroupe les cantons de Carhaix, Châteauneuf-du-Faou et Huelgoat.
| Candidats      | Candidats                  | Étiquette,     | Premier tour | Premier tour |
| Candidats      | Candidats                  | Étiquette,     | Voix         | %            |
| -------------- | -------------------------- | -------------- | ------------ | ------------ |
|                | Joseph Nédellec *          | Centre gauche  | 5 333        | 56,06        |
|                | Paul de Saisy de Kerampuil | Légitimiste    | 4 180        | 43,52        |
|                |                            |                |              |              |
| Inscrits       | Inscrits                   | Inscrits       | 11 225       | 100,00       |
| Votants        | Votants                    | Votants        | 9 520        | 84,78        |
| Abstention     | Abstention                 | Abstention     | 1 705        | 15,22        |
| Blancs et nuls | Blancs et nuls             | Blancs et nuls | 7            | 0,07         |
| Exprimés       | Exprimés                   | Exprimés       | 9 513        | 99,93        |

*sortant

### 1recirconscription
Morlaix-1 regroupe les cantons de Morlaix, Lanmeur, Plouigneau, Saint-Thégonnec et Taulé.
| Candidats      | Candidats         | Étiquette,          | Premier tour | Premier tour |
| Candidats      | Candidats         | Étiquette,          | Voix         | %            |
| -------------- | ----------------- | ------------------- | ------------ | ------------ |
|                | Gustave Swiney *  | Gauche républicaine | 8 757        | 55,91        |
|                | Paul de Champagny | Légitimiste         | 6 781        | 43,30        |
|                | Divers            |                     | 124          | 0,79         |
|                |                   |                     |              |              |
| Inscrits       | Inscrits          | Inscrits            | 19 614       | 100,00       |
| Votants        | Votants           | Votants             | 15 693       | 80,01        |
| Abstention     | Abstention        | Abstention          | 3 921        | 19,99        |
| Blancs et nuls | Blancs et nuls    | Blancs et nuls      | 31           | 0,20         |
| Exprimés       | Exprimés          | Exprimés            | 15 662       | 99,80        |

*sortant

#### 2ecirconscription
Morlaix-2 regroupe les cantons de Sizun, Landivisiau, Plouescat, Plouzévédé et Saint-Pol-de-Léon.
| Candidats      | Candidats            | Étiquette,          | Premier tour | Premier tour |
| Candidats      | Candidats            | Étiquette,          | Voix         | %            |
| -------------- | -------------------- | ------------------- | ------------ | ------------ |
|                | Émile de Kermenguy * | Légitimiste         | 8 719        | 64,68        |
|                | Pierre Drouillard    | Gauche républicaine | 4 761        | 35,32        |
|                |                      |                     |              |              |
| Inscrits       | Inscrits             | Inscrits            | 16 860       | 100,00       |
| Votants        | Votants              | Votants             | 13 853       | 82,16        |
| Abstention     | Abstention           | Abstention          | 3 007        | 17,84        |
| Blancs et nuls | Blancs et nuls       | Blancs et nuls      | 373          | 2,69         |
| Exprimés       | Exprimés             | Exprimés            | 13 480       | 97,31        |

*sortant

### Arrondissement de Quimper

#### 1recirconscription
Quimper-1 regroupe les cantons de Quimper, Fouesnant, Briec et Concarneau.
| Candidats      | Candidats         | Étiquette,          | Premier tour | Premier tour |
| Candidats      | Candidats         | Étiquette,          | Voix         | %            |
| -------------- | ----------------- | ------------------- | ------------ | ------------ |
|                | Louis Hémon *     | Gauche républicaine | 6 267        | 64,13        |
|                | Jean-René Bolloré | Légitimiste         | 3 506        | 35,87        |
|                |                   |                     |              |              |
| Inscrits       | Inscrits          | Inscrits            | 12 537       | 100,00       |
| Votants        | Votants           | Votants             | 9 785        | 78,05        |
| Abstention     | Abstention        | Abstention          | 2 752        | 21,95        |
| Blancs et nuls | Blancs et nuls    | Blancs et nuls      | 12           | 0,12         |
| Exprimés       | Exprimés          | Exprimés            | 9 773        | 99,88        |

*sortant

#### 2ecirconscription
Quimper-2 regroupe les cantons de Douarnenez, Pont-Croix, Plogastel-Saint-Germain et Pont-l'Abbé.
| Candidats      | Candidats                  | Étiquette,     | Premier tour | Premier tour |
| Candidats      | Candidats                  | Étiquette,     | Voix         | %            |
| -------------- | -------------------------- | -------------- | ------------ | ------------ |
|                | Georges Arnoult *          | Centre gauche  | 9 364        | 65,19        |
|                | Émile de Lécluse-Trévoëdal | Légitimiste    | 5 001        | 34,81        |
|                |                            |                |              |              |
| Inscrits       | Inscrits                   | Inscrits       | 18 795       | 100,00       |
| Votants        | Votants                    | Votants        | 14 402       | 76,63        |
| Abstention     | Abstention                 | Abstention     | 4 393        | 23,37        |
| Blancs et nuls | Blancs et nuls             | Blancs et nuls | 37           | 0,26         |
| Exprimés       | Exprimés                   | Exprimés       | 14 365       | 99,74        |

*sortant

### Arrondissement de Quimperlé
Quimperlé regroupe l'ensemble des cantons de l'arrondissement de Quimperlé.
L'élection est annulée le 25 mars 1878, Léonard Corentin-Guyho est élu lors de la partielle qui suit.
| Candidats      | Candidats                | Étiquette,     | Premier tour | Premier tour |
| Candidats      | Candidats                | Étiquette,     | Voix         | %            |
| -------------- | ------------------------ | -------------- | ------------ | ------------ |
|                | Léon Lorois              | Orléaniste     | 5 333        | 53,41        |
|                | Léonard Corentin-Guyho * | Centre gauche  | 4 652        | 46,59        |
|                |                          |                |              |              |
| Inscrits       | Inscrits                 | Inscrits       | 12 052       | 100,00       |
| Votants        | Votants                  | Votants        | 10 018       | 83,12        |
| Abstention     | Abstention               | Abstention     | 2 036        | 16,89        |
| Blancs et nuls | Blancs et nuls           | Blancs et nuls | 33           | 0,33         |
| Exprimés       | Exprimés                 | Exprimés       | 9 985        | 99,67        |

*sortant

## Députés élus
| Députés | Députés                     | Parti               | Fonctions lors de l'élection en 1877                                                         |
| ------- | --------------------------- | ------------------- | -------------------------------------------------------------------------------------------- |
|         | Louis Hémon *               | Gauche républicaine | Avocat.                                                                                      |
|         | Gustave Swiney *            | Gauche républicaine | Conseiller général du Morlaix, maire de Plouégat-Guérand. Agronome et Propriétaire agricole. |
|         | Théophile de Pompéry *      | Gauche républicaine | Conseiller général du Faou. Agronome, Propriétaire agricole.                                 |
|         | Georges Arnoult *           | Centre gauche       | Conseiller général du Pont-l'Abbé. Propriétaire agricole.                                    |
|         | Joseph Nédellec *           | Centre gauche       | Ancien maire de Carhaix. Ancien Notaire.                                                     |
|         | Joseph de Gasté *           | Centre gauche       | Ancien conseiller municipal de Brest. Ingénieur de la marine.                                |
|         | Léon Lorois                 | Orléaniste          | Conseiller général de Canton de Quimperlé. Consul.                                           |
|         | Louis Monjaret de Kerjégu * | Légitimiste         | Maire de Saint-Goazec. Propriétaire agricole.                                                |
|         | François-Marie Villiers *   | Légitimiste         | Conseiller général de Daoulas. Officier, Propriétaire agricole.                              |
|         | Émile de Kermenguy *        | Légitimiste         | Conseiller général de Plouzévédé. Propriétaire agricole.                                     |